# Tovomita speciosa
Tovomita speciosa är en tvåhjärtbladig växtart som beskrevs av Adolpho Ducke. Tovomita speciosa ingår i släktet Tovomita och familjen Clusiaceae. Inga underarter finns listade i Catalogue of Life.